# Бамбершки коњаник
Бамбершки коњаник (нем. Der Bamberger Reiter) такође и камени коњаник- пример је за средњовековну скулптуру коњаника. То је камена скулптура које представља мушкарца на коњу из половине 13. века (1237. године) која се налази у Бамбершкој катедрали (Дом- Нојхаузу у Бамбергу). То је прва од времена антике монументална скулптура коњаника у европском вајарству.

## Изглед
Скулптура је у природниј величини која представља коњаника који је одевен у динамичну одећу са богатим наборима са реалистичком и аскетском представом младеначког лика и представља идеал лепоте средњовековног витеза. На глави коњаника је приказана круна која је краљевска а не царска. Повишена задња копита сугеришу да је уметник хтео приказати моменат када коњаник зауставља коња. Скулптура је смаштена на украшену конзолу. Изнад коњаников глеве се налази балдахин у архитектуралниј форми. Ово је прва представа коњаника од времена антике. Идентификација коњаника је дискутабилна, спорна и претпоставља се да је један од немачких краљева од којих би то могли бити:
- Конрад III
- Хенрик I Птичар
- Хајнрих II Свети
- Фридрих II, цар Светог римског царства
- Стефан I Мађарскиили би то могао дити један од светаца, вероватно:
- Месија а постоји и мишљење да је скулптуром представљена
- универсалност света по универзалној теорији односно мишљењу шта ова скулптура означава.

## Посебност
За време Трећег рајха био је бамбершки јахач од стране националсоцијалиста као „аријевски симбол“ кориштен од стране нацистичке пропаганде